# Diphya
Diphya is een geslacht van spinnen uit de  familie van de Tetragnathidae (Strekspinnen).

## Soorten
- Diphya albula (Paik, 1983)
- Diphya bicolor Vellard, 1926
- Diphya limbata Simon, 1896
- Diphya macrophthalma Nicolet, 1849
- Diphya okumae Tanikawa, 1995
- Diphya pumila Simon, 1889
- Diphya qianica Zhu, Song & Zhang, 2003
- Diphya simoni Kauri, 1950
- Diphya spinifera Tullgren, 1902
- Diphya taiwanica Tanikawa, 1995
- Diphya tanasevitchi (Zhang, Zhang & Yu, 2003)